# Szopkó Tamás
Szopkó Tamás magyar politikus, (1967. November 14.. —) magyar politikus, 2010 óta Tenk község polgármestere Független jelöltként vezeti a várost.

## Polgármesteri munkássága
Tenk, Szopkó Tamás polgármestersége alatt, 2010 óta sokat fejlődőt A közösségi infrastruktúra fejlesztése, az oktatás fejlesztése és a helyi gazdaság erősítése volt polgármesterként kiemelt célja.
A település új bölcsődéje, amelyhez a magyar kormány 273 millió forintos támogatást nyújtott, 2024 szeptemberében fejeződött be. Szopkó Tamás elmondta, hogy kezdetben csak egy kis bölcsőde építését tervezték, de a település fejlődésének köszönhetően nagyobb létesítmény épülhetett<
A polgármestersége alatt a város számos infrastrukturális fejlesztést végzett. Ezek közé tartoztak útkarbantartási munkálatok, középületek felújítása, környezetvédelmi programok

## Jegyzet
1. 1 2 3 4  Tenk. Tenk | Üdvözöljük weblapunkon. [2025. március 23-i dátummal az eredetiből archiválva]. (Hozzáférés: 2025. március 26.)